# Liste de types cellulaires distincts dans le corps humain
Il y a environ 250 types cellulaires différents dans un corps humain,,.
Les cellules font partie d'un système appelé tissu. Un ensemble de tissus forme des organes. Ces organes forment un système (ex: système digestif), les systèmes dans leur ensemble forment un organisme. 
Les types cellulaires peuvent être classés par leur tissu d'origine; cependant le devenir des cellules peut évoluer dans le temps.

## Cellules conjonctives
- Cellules résidentes
  - Fibroblastes
  - Fibrocytes
  - Tendinocytes
  - Kératocytes
- Cellules migratrices (dont Cellules sanguines /!\)
  - Cellules géantes de Langhans
  - Cellules géantes associées à un corps étranger (FBGC)
  - Plasmatocytes (= plasmocytes = Lymphocytes B activés)
  - Cellules NK (= Natural Killers)

## Cellules graisseuses
- Cellules mésenchymateuses

- Lipoblastes

- Adipocytes blancs (leptine)
- Adipocytes bruns (thermogénine)

## Cellules particulières intégrées
- Cellules neuroépithéliales
- Cellules myoépithéliales
- Cellules caliciformes

## Cellules migratrices
▪Lymphocytes
▪Histiocytes
▪Mélanocytes

## Cellules rénales
- Podocytes (cellules formant en partie la membrane filtrante du rein) ;
- Cellules tubulaires (distale, proximale, de la Hanse de Henle).

## Cellules musculaires
- Léiomyocytes = Cellules musculaires lisses
- Cardiomyocytes = Cellules musculaires striées cardiaques
- Cellules sinusales myoendocrines
- Rhabdomyocytes = Cellules musculaires striées squelettiques

## Cellules osseuses
- Cellules mésenchymateuses ostéoprogénitrices

- Ostéoclastes
- Ostéoblastes
- Ostéocytes

## Cellules cartilagineuses
- Chondroblastes

- Chondrocytes 
  - hypertrophiques
- Cellules conjonctives (synoviocytes)
  - Cellules A ou M
  - Cellules B ou F
  - Cellules C indifférenciées

## Cellules gastriques
Cellules principales de l'estomac (pepsine)
Cellules pariétales de l'estomac (= oxyntiques)

## Cellules sexuelles
- Cellules germinales primordiales

- Spermatozoïdes
- Spermatocytes I
- Spermatogonies
- Spermatocytes II
- Spermatides (rondes, allongées et matures)
- Ovocytes I
- Ovocytes II
- Cellules de Leydig du testicule
- Cellules de Sertoli
- Cellules de la Granulosa (= folliculaires de l'ovaire)
- Cellules thèques (interne ovaire)
- Cellules luthéiniques (corps jaune ovarien)

## Cellules pulmonaires
Pneumocytes 1
Pneumocytes 2

## Cellules pancréatiques
- Ilots de Langherans (pancréas endocrine)
  - Cellules alpha (glucagon)
  - Cellules beta (insuline)
  - Cellules delta (somatostatine)

## Cellules du foie = hépatiques
- Hépatocytes[4]

- Cellules de Kupffer (= macrophages du foie)

## Cellules nerveuses
- Neurones
  - pyramidaux
- Neuroblastes
- Glioblastes
- Cellules satellites des ganglions
- Sympathoblastes
- Mélanoblastes
- Cellules du DNES (synstème neuro endocrinien diffus)
- Cellules gliales
  - Cellules de Schwann
  - Oligodendrocytes
    - périneuronaux
    - interfasciculaires

  - Astrocytes protoplasmiques
  - Astrocytes fibrillaires (= fibreux)
  - Microgliocytes (=microglie)
  - Cellules de Del Rio Hortega
- Ependymocytes
- Ependymoblastes
- Cellules épithéliales des plexus choroïdiens
- Pinéalocytes
- Pituicytes

## Cellules Sanguines = éléments figurés
- Lignée rouge
  - Proérythroblastes
  - Erythroblastes basophiles
  - Erythroblastes polychromatophiles
  - Erythroblastes acidophiles
  - Réticulocytes
  - Érythrocytes (Globules rouges ou hématies)
- Thrombocytes (plaquettes)
- Leucocytes (Globules blancs)
  - Macrophages (histiocytes)
  - Lymphocytes (B ou T)
  - Polynucléaire (=granulocyte) 
    - neutrophiles
    - basophiles
    - éosinophiles

  - Monocytes
  - Mastocytes
- Mégacaryocytes